# Beati Paoli
Beati Paoli ist der Name einer geheimnisvollen Sekte, die im mittelalterlichen Sizilien existierte. Die Sekte, wie der Autor Luigi Natoli in seinem historischen Roman I Beati Paoli beschreibt, ähnelt einem Ritterorden, der für die Armen und die Bürger kämpft. Der Roman wurde 1909 als Serie unter dem Pseudonym William Galt geschrieben und als Bücher in den Jahren 1921 und 1949 erneut veröffentlicht. Während der Roman fiktiv ist, weist Siziliens Geschichte einige Hinweise darauf auf, dass die Beati Paoli tatsächlich existierte.
Im Jahr 1071 wurde der Feudalismus in Sizilien von seinem Eroberer, dem normannischen Lord Roger de Hauteville, eingeführt. Als die Adligen in den folgenden Jahrhunderten begannen, ihre Feudalrechte auszunutzen, hat Inquisition auch in Sizilien Fuß gefasst. Jede Handlung der Bürger, die vom Staat oder von der Kirche als Landesverrat oder Häresie interpretiert werden konnte, wurde mit dem Tod bestraft. Solche Aktionen könnten unbefugte Versammlungen oder die Bildung von Gesellschaften mit anderen Zielen als der Unterstützung des derzeitigen staatlichen / kirchlichen Regimes sein. In diesem Umfeld entstanden mehrere Orden und Sekten – wenn auch geheim. Beati Paoli wurde angeblich gebildet,  um sowohl der Kirche als auch dem Staat wider zusetzen, um die Bürger vor Verstößen des Regimes zu verteidigen. Sie trugen schwarze Kapuzenmäntel und betrieben nachts aus ihrer Zuflucht in den Überresten der Katakomben und unterirdischen Kanäle von Palermo. Es ist nicht bekannt, wann Beati Paoli gegründet wurde, aber der Roman von Luigi Natoli setzt im 17. Jahrhundert die Szene in der Stadt Paoli. Der Ursprung des Namens ist auch unbekannt, obwohl einige ihn an den Heiligen Franziskus von Paola oder Beato Paola binden.
Beati Paoli hat für viele Sizilianer dieselbe Bedeutung wie Robin Hood für die Nordeuropäer. Heute finden sich Spuren der Beati Paoli im Capo-Viertel von Palermo, wo ein Platz, eine Straße und ein Restaurant ihren Namen tragen.

## Vorgänger der Mafia?
In Sizilien wurde Beati Paoli sowohl in der Volksvorstellung als auch in der Ideologie der Mafia-Gruppen als Proto-Manifestation der Mafia gesehen. Sizilianische Mafiosi lieben es, sich selbst als Nachfolger der Beati Paoli darzustellen, und Cosa Nostra zieht es vor, ihren Ursprung auf die Sekte zurückzuführen. Der Roman ist noch immer in der heutigen Mafia-Kultur lebendig und seine Hauptfiguren sind Vorbilder für die idealtypischen Einstellungen und Verhaltensweisen eines Mafiosos.

## Werke
- Charles William Heckethorn: The Secret Societies of All Ages and Countries. G. Redway, 1897, S. 169–171.
- Diego Gambetta: The Sicilian Mafia: The Business of Private Protection. Harvard University Press, London 1993, ISBN 0-674-80742-1.
- Letizia Paoli: Mafia Brotherhoods: Organized Crime, Italian Style. Oxford University Press, New York 2003, ISBN 0-19-515724-9.
- Letizia Paoli: Organised Crime in Italy: Mafia and Illegal Markets – Exception and Normality. Springer Science & Business Media, 2004, ISBN 978-1-4020-2615-7.